# 中奥斯贝根
中奥斯贝根（法語：Mittelhausbergen，发音：[mitəlausbɛʁgən]），或纯音译作米特劳斯贝根，是法国下莱茵省的一个市镇，属于斯特拉斯堡区（Strasbourg）和厄奈姆县（Hœnheim）。该市镇总面积1.72平方公里，2009年时的人口为1702人。

## 地名
该地名Mittelhausbergen来源于德语，前缀“Mittel-”在德语中意为“中”，且该地位于上奥斯贝根（Oberhausbergen ，前缀“Ober-”在德语中意为“上”；此地或纯音译作“奥伯奥斯贝根”）与下奥斯贝根（Niederhausbergen ，前缀“Nieder-”在德语中意为“下”；此地或纯音译作“尼德奥斯贝根”）之间。

## 人口
中奥斯贝根人口变化图示